# André Blusset
André Alfred Blusset, född 17 januari 1904 i Villard-de-Lans i Isère, död 17 juli 1994 i Grenoble, var en fransk längdskidåkare som tävlade under 1920-talet.
Vid olympiska vinterspelen 1924 i Chamonix var han först startande på femmilen, men bröt loppet.